# Lindley (North Yorkshire)
Lindley is een civil parish in het bestuurlijke gebied Harrogate, in het Engelse graafschap North Yorkshire. In 2001 telde het dorp 52 inwoners.